# Sergueï Lebedev (scientifique)
Pour les articles homonymes, voir Sergueï Lebedev et Lebedev.

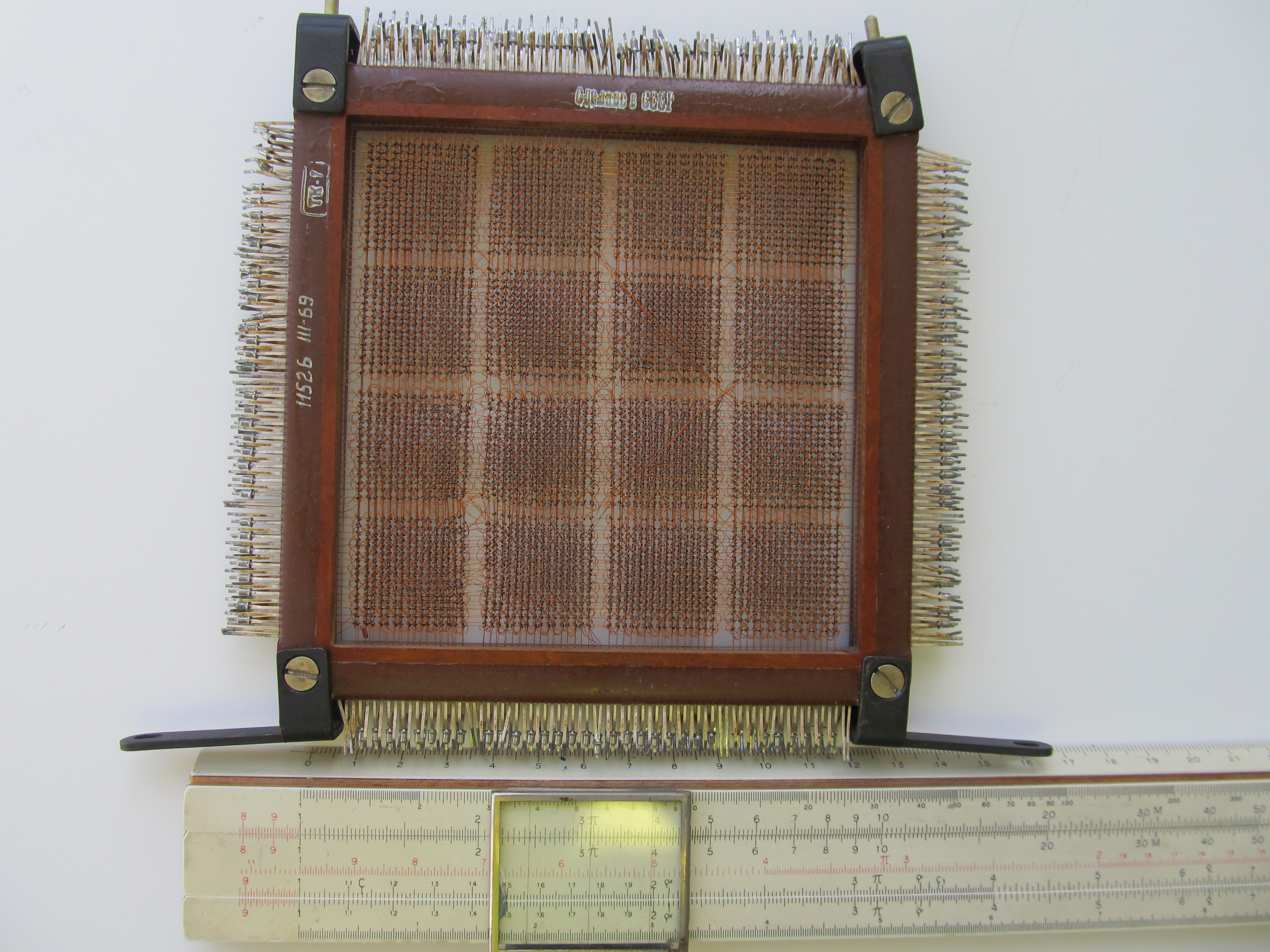
Une mémoire à ferrite du BESM-6

Sergueï Alekseïevitch Lebedev (en russe : Сергей Алексеевич Лебедев ; né le 2 novembre 1902 à Nijni Novgorod; † 3 juillet 1974 à Moscou) est un électrotechnicien et automaticien russe, pionnier de l'informatique. Il est le frère de l'artiste Tatiana Mavrina.

## Biographie
Ce fils d'instituteurs étudia l’électrotechnique à l’Institut Bauman de Moscou (MHTS) de 1924 à avril 1928, puis il travailla jusqu'en 1946 à l’Institut pan-union d’électrotechnique, que Karl Krug avait créé en 1921. Ses spécialités étaient les courants forts et l'alimentation électrique.
Il soutint sa thèse de doctorat en 1939, relative à la contrôlabilité des circuits électriques. Au cours de la Deuxième Guerre mondiale, il poursuivit ses recherches sur le contrôle des circuits électriques. Son équipe développait des systèmes de guidage des missiles et du tir pour les blindés. C'est à cette fin qu'en 1945 il fit assembler un calculateur analogique pour la résolution d’équations différentielles.
Comme l'a rappelé sa femme Alice Grigorievna, c'est assis dans la baignoire de son appartement, à la lumière de la veilleuse du chauffe-eau (car Moscou était maintenue dans l'obscurité dans le cadre de la lutte antiaérienne), qu'au cours des premiers mois de l'invasion allemande il griffonnait des listes de 0 et de 1.
En 1946 il a été nommé directeur de l’Institut d’électrotechnique de l’Académie nationale des sciences d'Ukraine à Kiev. En reconnaissance des progrès qu'il avait réalisés dans le contrôle des circuits électriques, il fut récompensé du prix Staline en 1950.
Lebedev avait appris par des magazines étrangers que les pays de l'Ouest travaillaient au développement de calculateurs électroniques programmables. C'est ce qui le poussa à développer dès l'automne 1948 son propre calculateur électronique dans  son laboratoire, et le 6 novembre 1950, le MESM (Malaya Elektronnaïa tchetnaïa Machina, « petit calculateur électronique ») doté de 6 000 tubes fut mis en marche. Il présentait une puissance de calcul de 50 flops. D'autres laboratoires soviétiques travaillaient indépendamment à des projets similaires : citons le projet Strela de Youri Bazilevskii, et le calculateur M-1 d’Isaac Brouk.
À la mi-1951, Lebedev fut nommé directeur d'un département entièrement nouveau, le département de calcul numérique  de l’Institut de Mécanique et de calcul scientifique de l’Académie des sciences de l'URSS, à Moscou. Il y développa le BESM-1 (Bystrodeystvouyouchtchaïa Elektronnaïa Tchetnaïa Machina, « Calculateur électronique rapide »), opérationnel en 1952 : cette machine atteignait à présent la vitesse de 1 000 flops. Elle ne fut toutefois jamais produite en série, car le Ministère de l'Industrie disposait déjà de son propre calculateur. Ce n'est qu'en 1958, avec le BESM-2, d'une puissance de 8 kflops, qu'on envisagea une production de série : ces ordinateurs servirent à calculer les orbites de satellites ainsi que la trajectoire pour les expéditions lunaires. Au cours des années suivantes, Lebedev se consacra aux ordinateurs de la série M tout en poursuivant le développement du BESM-6 (1965, env. 1 Mflops), utilisé entre autres pour le programme spatial Apollo-Soyouz et qui sera fabriqué jusqu'en 1984.
En 1952, Lebedev fut nommé professeur à l’Institut de physique et de technologie de Moscou. En 1953 il était promu (en tant que successeur de M. A. Lavrentiev) Directeur de l’Institut de Mécanique et d'informatique de Moscou  − qui porte aujourd'hui son nom.
Il reçut l'Ordre de Lénine en 1970, déjà frappé par la maladie et en retraite de l'Institut. Il est inhumé dans le cimetière de Novodevitchi à Moscou. L’IEEE Computer Society lui a décerné la Computer Pioneer Award à titre posthume, en 1996.